# Frank Stapleton
Francis Anthony "Frank" Stapleton (Dublin, 10 de julho de 1956) é um ex-futebolista e treinador de futebol da Irlanda. Atualmente é auxiliar-técnico de Ray Wilkins na Seleção da Jordânia. Atuava como atacante.

## Carreira
Em sua carreira de jogador, que durou 21 anos, Stapleton destacou-se por Arsenal e Manchester United. Pelos Gunners, atuou em 225 jogos e marcou 75 gols entre 1974 e 1981, enquanto que nos Red Devils seu desempenho foi praticamente igual: entre 1981 e 1987, disputou 223 partidas e marcou 60 gols.
Teve ainda passagens irrelevantes por Ajax e Anderlecht antes de regressar ao futebol inglês para defender o Derby County. Na temporada 1988-89, atuou em 18 partidas pelo francês Le Havre, marcando 5 gols.
Após jogar por Blackburn Rovers, Aldershot, Huddersfield Town e Bradford City (onde acumulou também funções de técnico), Stapleton encerrou sua carreira em 1995, após duas partidas pelo Brighton & Hove Albion.

## Seleção
Presente na Eurocopa de 1988 e na Copa de 1990, Stapleton atuou por 71 vezes e marcou 20 gols. Aqueles foram os únicos torneios que ele disputou com a Seleção Irlandesa, que não se classificara para as Copas de 1982 e 1986, nem para a Eurocopa de 1984. 

## Treinador
Como técnico, além de acumular funções no Bradford City, treinou ainda o New England Revolution. Em setembro de 2014, 18 anos após seu último trabalho como treinador de futebol, foi confirmado que ele seria o auxiliar de Ray Wilkins na seleção da Jordânia.